# Paul Dubois (Musiker)
Paul Dubois (* 24. Januar 1924 in Brüssel; † 1. September 2016) war ein belgischer Jazzmusiker (Kontrabass, Gesang), der zu den zentralen Gestalten des belgischen Mainstream Jazz gehörte.

## Leben und Wirken
Dubois war als Bassist Autodidakt; zu seinen stilistischen Merkmalen gehörte es, zu seinen Solos zu singen, ähnlich wie es Slam Stewart tat. Er spielte mit zahlreichen, in Europa gastierenden Jazzgrößen, wie Max Roach, Clifford Brown, Lester Young, Hank Jones oder Buck Clayton. Erste Plattenaufnahmen entstanden Mitte der 1940er-Jahre in Brüssel u. a. mit dem Orchestre du Cosmopolite (u. a. mit Bobby Jaspar), ab 1947 mit dem Jack Sels Quintett. Im folgenden Jahrzehnt spielte er außerdem im Trio des Pianisten Johnny Kay, mit Sidney Bechet, Jacques Pelzer (Jazz for Moderns, 1956), Francis Coppieters, Charlie Knegtel, Taps Miller, Herman Sandy; ferner war er in dieser Zeit an Jamsessions mit Don Byas, Roy Eldridge, Peanuts Holland, James Moody und Kenny Clarke beteiligt. In den 60ern spielte er in Dixieland mit David Bees Formation Brother Powell and His Dixie Rag-A-Jazz Band, ferner mit Gus Clark, Alex Scorier und Janot Morales, 1976 mit Gene Conners. Mit dem Quartett des Saxophonisten Babs Robert (mit dem Pianisten Johnny Brouwers und dem Schlagzeuger Robert Pernet, das in die Gefilde des freien Jazz vorstieß) trat er auf dem Montreux Jazz Festival 1967 auf.
Dubois war in den späteren Jahren Mitglied von Hot-Jazz-Bands wie Jump College, der Victoria  Jazzband und des Retro Jazz Orchestra. Regelmäßig spielte er mit seiner Tuesday's Lovers Jazz Band im Club Laiterie in Linkebeek. Dubois betätigter sich außerdem als bildender Künstler. Im Bereich des Jazz war er zwischen 1943 und 2007 an 81 Aufnahmesessions beteiligt.

## Diskographische Hinweise
- Paul Dubois & Sweet Substitutes (1983), mit Richard Rousselet, (tp, flhrn), Phil Abraham (tb, vcl), André Donni (cl, ts), Charles Loos (p), Paolo Radoni (git), Pim Hoogervorst (bj), Paul Dubois (b,vcl), Luc Vanden Bosch (dr)
- Jean-Lou Vanderborght: Gershwin Melodies (Koch)
- Robert Cordier: Magic Moods in a Mellow Tone (Igloo)
- The Blue Notes: Music with Friends (1998)
- The Groovers (2003)